# Chemin de fer (outil)
Pour les articles homonymes, voir Chemin de fer (homonymie).

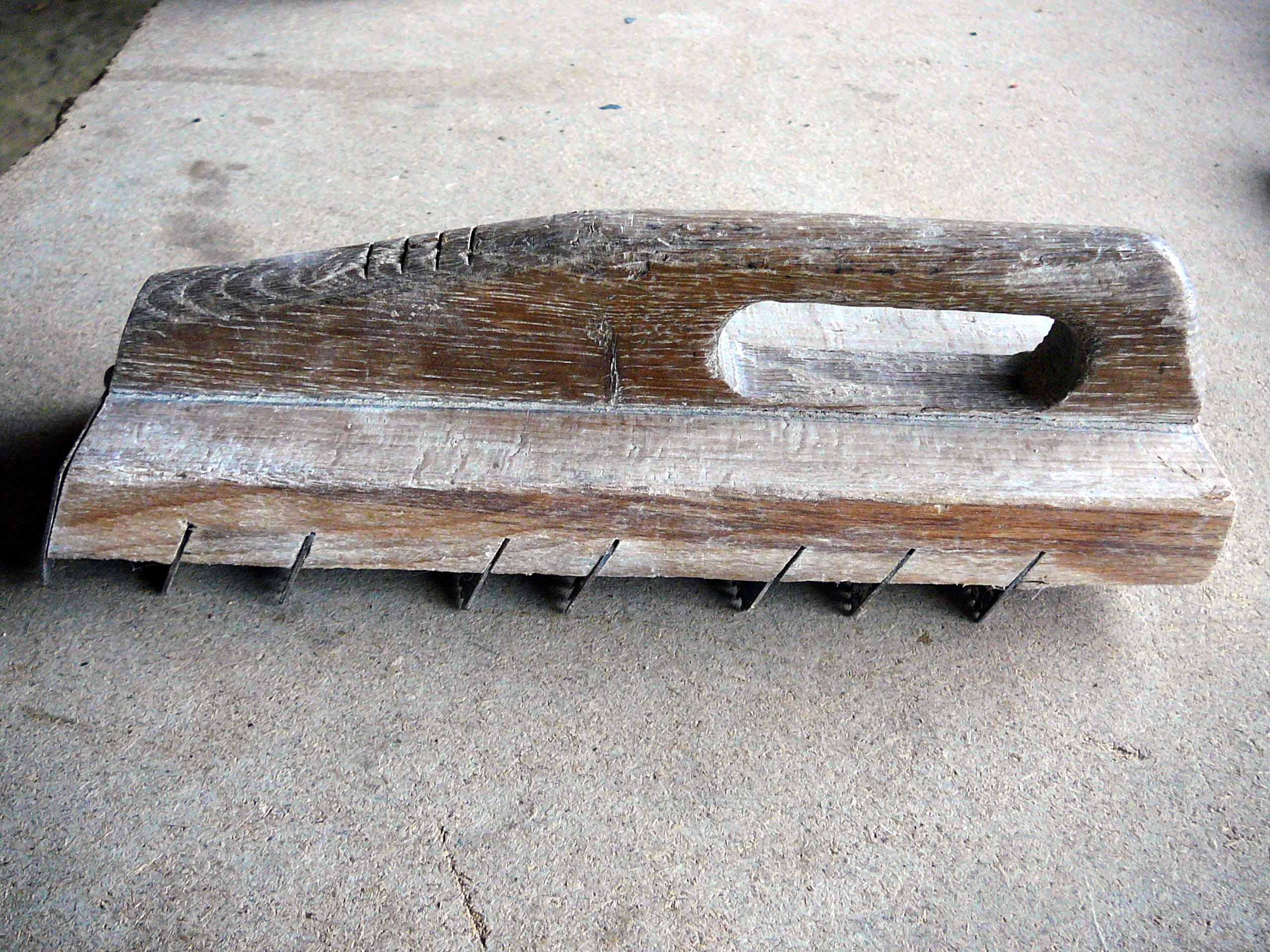
Chemin de fer dit parisien.

Le chemin de fer est un outil des tailleurs de pierre qui sert à aplanir une face de pierre tendre ou semi-ferme. Mis au point au XIXe siècle pour remplacer le taillant, il a permis de gagner en rapidité d'exécution. L'outil est tenu à deux mains et s'emploie comme un rabot. La matière est retirée uniquement lorsque l'outil est poussé vers l'avant. Son manche est en bois de hêtre.
Selon l'épaisseur de pierre à enlever, il convient d'utiliser différents types de chemin de fer : 
- dévorant à lame dentelée neuve ;
- demi-dévorant à lame dentelée usée ;
- polissoir à lame non dentelée.

Les lames du chemin de fer angevin, c'est-à-dire de la région d'Angers, sont parallèles entre elles et perpendiculaires au socle du manche. La matière est retirée lorsqu'il est poussé et également lorsqu'il est tiré.